# Жарнаж (кантон)
Жарнаж (фр. Jarnages) — кантон во Франции, находится в регионе Лимузен. Департамент кантона — Крёз. Входит в состав округа Гере. Население кантона на 2006 год составляло 3413 человек.
Код INSEE кантона 2320. Всего в кантон Жарнаж входят 10 коммун, из них главной коммуной является Жарнаж.

## Коммуны кантона
- Блоде — население 109 чел.
- Домейро — население 221 чел.
- Гузон — население 1424 чел.
- Жарнаж — население 494 чел.
- Ла-Сель-су-Гузон — население 142 чел.
- Парсак — население 587 чел.
- Пьерфит — население 83 чел.
- Римонде — население 96 чел.
- Сен-Сильвен-су-Туль — население 146 чел.
- Труа-Фон — население 111 чел.